# Doc Samson
Leonard Skivorski, Jr., alias Doc Samson est un super-héros évoluant dans l'univers Marvel de la maison d’édition Marvel Comics. Créé par le scénariste Roy Thomas et le dessinateur Herb Trimpe, le personnage de fiction apparaît pour la première fois dans le comic book Incredible Hulk (vol. 2) #141 en juillet 1971.

## Biographie du personnage

### Origines
Léonard Skivorski est un professeur et un éminent psychiatre. Son père, le docteur Leonard « Leo » Skivorski, était un psychiatre populaire dans sa ville natale. Il était spécialisé dans le traitement de jeunes femmes et menait souvent avec elles des relations extraconjugales.
Pour prouver que les radiations gamma peuvent être un atout quand elles sont contrôlées, il s'irradie avec une partie de l'énergie volée à Hulk. Les radiations transforment son corps en un géant aux longs cheveux verts. Il prend alors le surnom de son père, Doc Samson (surnommé ainsi par son épouse Mme Skivorski à cause de sa chevelure), qui est aussi celui du héros biblique Samson, connu pour sa chevelure qui lui donnait une force surhumaine.
Peu après, sa relation avec Betty Ross rend Bruce Banner jaloux, et ce dernier s'expose de nouveau aux radiations, le faisant redevenir Hulk. Les deux colosses s'affrontent. Finalement, Samson se sent coupable et aide Banner.

### Parcours
Doc Samson perd ses pouvoirs après une saturation gamma. Il les retrouve peu après lors d'une explosion accidentelle et est recruté par le SHIELD, avec lequel il affronte de nouveau Hulk.
Quand il est capturé par le Leader, il s'allie à Hulk pour combattre l'armée du mégalomane.
Avec la Chose et d'autres héros, il est enlevé par le Champion qui les défient au combat.
Il utilise ses compétences en psychologie pour aider Banner à se dissocier de Hulk. Mais quand le SHIELD décide d'exécuter le monstre, Samson le libère.
Au cours de sa carrière, il s'occupa en tant que psychiatre de plusieurs super-héros, comme les membres de Facteur-X ou Miss Hulk. Il se spécialisa d'ailleurs dans la psychanalyse des super-héros.

### Civil War
Jusqu'à la fin du crossover Civil War, Doc Samson fait partie du camp pro-enregistrement d'Iron Man,

### World War Hulk
Dans World War Hulk, quand Miss Hulk découvre que son cousin Hulk a été exilé par les plus brillants scientifiques du monde, c'est Samson qui la retrouve pour lui vanter les mérites de cette action. Mais Miss Hulk ne l'écoute pas et l'envoie voler dans un autre État d'un seul coup de poing.
Samson retourne à New York pour gérer la crise provoquée par le retour du Titan vert sur Terre, mais est capturé et réduit en esclavage par la troupe extraterrestre alliée à Hulk.

### Employé du gouvernement
On revoit Doc Samson en tant qu'employé du projet Initiative au Camp Hammond. Il travaille notamment avec Penance (en).
À la suite de l'invasion Skrull, il prend en charge avec son groupe de soutien psychologique de nombreux héros qui ont été enlevés par les extra-terrestres.

### Dark Reign
Connaissant les méfaits cachés de Norman Osborn, Doc Samson voyage avec lui à bord de Air Force One et tente de prouver à l'équipe présidentielle que celui-ci est le Bouffon Vert. Mais Osborn, qui avait déjà monté un coup pour se faire passer pour un héros, décrit Samson comme un second Hulk et un danger (grâce à un émetteur de rayon gamma). Samson est éjecté de l'avion par le Fantôme et une chasse à l'homme est lancée contre lui.
Montré comme un terroriste, il fait profil bas jusqu'à la chute de Norman Osborn.
C'est à cette période qu'il commence à souffrir de graves troubles de la personnalité. À l'insu de tous, MODOK le rencontre et travaille sur ses problèmes psychiques, ne laissant en lui que la part maléfique et égoïste de sa personnalité, surnommée « Samson ».

### La mort de Samson
Dans la série Hulk qui démarre en 2008, on revoit Doc Samson en Russie afin d'enquêter avec Iron Man et le général Thunderbolt Ross sur le meurtre de l'Abomination. Leur recherche est stoppée par la Winterguard à la suite d'un problème de juridiction, et les Américains sont déboutés.
Sur la route du retour, l'héliporteur du SHIELD est attaqué et s'écrase, faisant de nombreuses victimes. Les corps de Ross et de Samson ne sont pas retrouvés. Il s'avère que les deux hommes ont pactisé avec l'Intelligentsia qui compte lancer un coup d’État, soutenu par une armée de soldats de l'AIM irradiés par des rayons gamma.
Bruce Banner et d'autres savants de l'univers Marvel (le Docteur Fatalis, Mr Fantastique, Le Fauve, etc.) sont capturés un par un par le groupe du Leader, dans le but d'absorber leurs connaissances. Des membres des Vengeurs et des X-Men sont irradiés par un concentré de rayons gamma ayant servi à créer le Hulk Rouge (Rulk) et se transforment en monstres à sa ressemblance.
Banner parvient à se libérer et tente de ré-absorber l'énergie gamma directement sur l'émetteur, le générateur Cathexis. Au même moment, Doc Samson reprend le contrôle de sa psyché fracturée et décide d'aider Banner. Mais son corps ne supporte pas la dose de rayonnement et il est incinéré en quelques secondes. Il a cependant le temps de dire « J'ai toujours cru en toi Bruce, comme Betty. »

### Civil WarII
Dans Civil War II, Doc Samson rend visite à Captain Marvel (Carol Danvers). Elle lui explique la mission des Ultimates, discussion qui se révèle être une séance maquillée de Samson, envoyé ici par des gens inquiets de l'état de Carol.

## Pouvoirs et capacités
Le docteur Leonard Skivorski a été irradié par des rayons gamma, comme l'Abomination ou Hulk mais à une dose moins importante, acquérant par la suite plusieurs dizaines de kilos de muscles et d’os supplémentaires pour devenir un colosse surhumain à la longue chevelure verte. Contrairement à Hulk, il a conservé ses facultés intellectuelles et sa personnalité d'origine après sa transformation, mais cette dernière est permanente, à l'inverse de celle de Banner.
Plus tard, une fracture de sa psyché a fait ressortir chez lui trois personnalités : le calme Léonard, l'héroïque Doc et le violent Samson.
En complément de ses pouvoirs et, malgré ses troubles mentaux, c'est un psychiatre très compétent.
- Au début, le degré de force de Doc Samson dépendait de la longueur de ses cheveux, mais la mutation s'est arrêtée et l'effet psychologique du mythe de Samson s'est aussi achevé.
- Il peut habituellement soulever (ou exercer une pression équivalente à) 70 tonnes et, grâce aux puissants muscles de ses jambes, faire des bonds de 175 mètres en hauteur et de 275 mètres en longueur[1]. Tout comme Hulk, il peut provoquer des ondes de choc très puissantes en claquant violemment des mains.
- Son endurance surhumaine lui permet de combattre pendant six heures d'affilée avant de ressentir de la fatigue. Il ne guérit toutefois pas plus vite.
- Il peut résister à la plupart des blessures, jusqu'à des impacts d'armes à feu de gros calibre[1]. Il résiste également aux températures extrêmes[réf. souhaitée] et peut encaisser des chutes d'une hauteur impressionnante, du moment qu’il arrive à retomber sur ses jambes[1]. Tout comme Hulk, il est immunisé contre les maladies terrestres.

## Apparitions dans d'autres médias
Sauf indication contraire, les informations mentionnées dans cette section peuvent être confirmées par la base de données cinématographiques IMDb,  présente dans la section « Liens externes ».

### Films

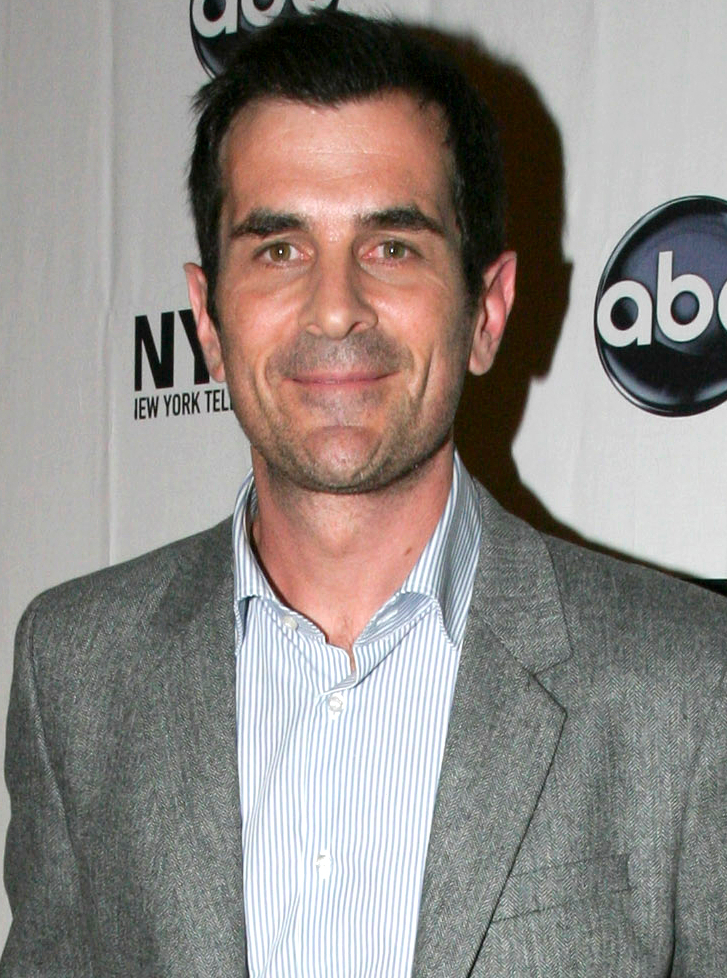
Ty Burrell incarne Léonard Samson dans L'Incroyable Hulk (2008).

Interprété par Ty Burrell dans l'univers cinématographique Marvel
- 2008 : L'Incroyable Hulk réalisé par Louis Leterrier

### Télévision
- 2010-2012 : Avengers : L'Équipe des super-héros (série d'animation)
- 2013 : Hulk et les Agents du S.M.A.S.H. (série d'animation)